# David Lewis (attore 1976)
David James Lewis (Vancouver, 4 agosto 1976) è un attore canadese.

## Biografia
È noto per aver interpretato Kevin Mitchum nella serie TV Hope Island e vari personaggi della televisione. 
Nel 1998 vinse il Genie Award per il miglior cortometraggio live action.
È anche noto per aver interpretato Denzel Crocker ne Un fantafilm - Devi crescere, Timmy Turner! e nel 2015 vinse il premio Leo Awards per la miglior interpretazione in una web serie.

## Vita privata
È sposato ed è padre di un figlio.

## Filmografia

### Cinema
- Lake Placid, regia di Steve Miner (1999)
- Jack simpatico genio (MVP: Most Valuable Primate), regia di Robert Vince (2000)
- Paycheck, regia di John Woo (2003)
- White Chicks, regia di Keenen Ivory Wayans (2004)
- The Butterfly Effect 2, regia di John R. Leonetti (2006)
- Conciati per le feste (Deck the Halls), regia di John Whitesell (2006)
- Ultimatum alla Terra (The Day the Earth Stood Still), regia di Scott Derrickson (2008)
- Un anno da leoni (The Big Year), regia di David Frankel (2011)
- Il giardino del diavolo (Seeds of Destruction), regia di Paul Ziller (2011)
- La regola del silenzio - The Company You Keep (The Company You Keep), regia di Robert Redford (2012)
- L'uomo d'acciaio (Man of Steel), regia di Zack Snyder (2013)
- Hidden - Senza via di scampo (Hidden), regia di Matt e Ross Duffer (2015)
- La bambola assassina (Child's Play), regia di Lars Klevberg (2019)
- Brazen, regia di Monika Mitchell (2022)
- Ondata calda (Heatwave), regia di Ernie Barbarash (2022)

### Televisione
- X-Files (The X-Files) – serie TV (1993-1995)
- Trappola in rete (Every Mother's Worst Fear), regia di Bill L. Norton – film TV (1998)
- La crociera della paura (Voyage Terror), regia di Brian-Trenchard Smith – film TV (1998)
- Hope Island – serie TV (1999-2000)
- Un regalo speciale (Special Delivery), regia di Mark Jean – film TV (2000)
- Star Trek: Enterprise – serie TV (2001-2005)
- John Doe – serie TV (2002-2003)
- Eureka – serie TV (2006-2012)
- Pioggia di fuoco (Anna's Storm), regia di Kristoffer Tabori – film TV (2007)
- Un Natale a sorpresa (Christmas Caper), regia di David Winkler – film TV (2007)
- Tempesta polare (Polar Storm), regia di Paul Ziller – film TV (2009)
- Harper's Island – serie TV (2009)
- Tower Prep – serie TV (2010)
- Un fantafilm - Devi crescere, Timmy Turner! (A Fairly Odd Movie: Grow Up, Timmy Turner!), regia di Butch Hartman – film TV (2011)
- Missione Mercurio (Collision Earth), regia di Paul Ziller – film TV (2011)
- L'undicesima vittima (The Eleventh Victim), regia di Mike Rohl – film TV (2012)
- Motive – serie TV (2013-2016)
- Fermate il matrimonio! (Stop the Wedding), regia di Anne Wheeler – film TV (2016)
- Dirk Gently - Agenzia di investigazione olistica (Dirk Gently's Holistic Detective Agency) – serie TV (2016-2017)

## Doppiatori italiani
Nelle versioni in italiano delle opere in cui ha recitato, David Lewis è stato doppiato da:
- Pasquale Anselmo in X-Files (ep. 3x08)
- Simone Mori in Lake Placid[4]
- Patrizio Prata ne Un regalo speciale[5]
- Alberto Bognanni in Smallville (ep. 2x22)
- Edoardo Stoppacciaro in Smallville (ep. 8x05)
- Vittorio Guerrieri in Ultimatum alla terra
- Gianfranco Miranda in Criminal Minds
- Massimo Bitossi in Harper's Island[6]
- Sergio Luzi in Tempesta polare
- Federico Di Pofi in Stonehenge Apocalypse
- Vittorio Stagni ne Un fantafilm - Devi crescere,  Timmy Turner![7]
- Marco Balzarotti in Missione Mercurio
- Sergio Lucchetti in Supernatural
- Giuliano Bonetto in Fringe
- Roberto Chevalier in Motive
- David Chevalier in Dirk Gently - Agenzia di investigazione olistica
- Enrico Di Troia in Travelers
- Massimo De Ambrosis ne La bambola assassina[8]
- Alberto Caneva in Mystery 101[9]
- Dodo Versino in Resident Alien
- Francesco Bulckaen in Tracker[10]
- Claudio Moneta in School Spirits